# Золотой век Симеона
Золотой век Симеона (болг. Златен век) — период расцвета болгарской культуры, пик которой приходится на годы правления царя Симеона. Термин введен в XIX веке Спиридоном Палаузовым.

## История
Начало Золотого века относится ко второй половине IX века. В 917 году болгарский царь Симеон нанес ощутимое поражение Византии в битве при Ахелое и обеспечил Болгарии гегемонию над всем Балканским полуостровом. Появилась самостоятельная Болгарская православная церковь. Столицей государства стал город Преслав, а центром культурной жизни — Преславский монастырь.
В тот период строились церкви (св. Иоанна Крестителя в Несебыре), формировалась переводная литература на славянском (болгарском) языке: «Златоструй», «Шестоднев Иоанна, экзарха Болгарского», «Учительное евангелие» (в том числе «Азбучная молитва»), а также первый славяноязычный философский текст, известный как «Изборник Святослава». Также были переведены с греческого на славянский Библия, четьи-минеи, молитвы византийского обряда и теологические трактаты («Лествица»).
В тот период был сформирован церковнославянский язык и кириллица. Благодаря культу святого Бориса (отца Симеона и крестителя Болгарии) это тюркское имя (ср. казахск. «Барыс») распространяется среди славян. Выдающимися деятелями Золотого века были представители Преславской книжной школы: Климент Охридский, Наум Охридский, Константин Преславский и Черноризец Храбр. Памятниками архитектуры того периода являются Монастырь Святого Наума и Рильский монастырь. Золотой век Симеона оказал значительное влияние на формирование древнерусской культуры и на упрочнение позиций православия на славянских землях.